# Åke Liljeson
Carl Åke Napolion Liljeson, född 6 januari 1902 i Motala, död 27 januari 1973, var en svensk målare.
Han var son till hattmakaren Carl Johan Liljeson och Sofia Ulrica Cederberg. 
Liljeson studerade vid Edward Berggrens målarskola 1925–1926 och Konstakademin i Stockholm 1926–1932 samt i Paris.
Hans konst består av figurtavlor med badande, isupptagning, hästlass, skördemotiv och fåglar samt bilder från Östgötaslätten.
Liljeson är representerad vid Östergötlands museum. Han är begravd på Motala griftegård.